# Fort de Boutavant
Pour les articles homonymes, voir Château de Boutavant et Château de Boutavent.
Boutavant désigne une ancienne motte castrale  située sur une île de la Seine, l'île La Tour, appartenant administrativement à la commune de Tosny dans le département de l'Eure, en France.

## Description
Les restes du château se devinent difficilement en bordure de Seine à hauteur de Tosny. Seul un carré d'arbres vu du ciel est en mesure d'en donner la position.
Jean Mineray décrit le dispositif militaire : tour, pont, estacade et aménagements sur la rive du domaine de Roger IV de Tosny.
L'île sur laquelle le fort était planté est classée en zone naturelle d'intérêt écologique, faunistique et floristique (ZNIEFF) . De nos jours, elle est jointe à l'île Bonnet  par un ancien bras mort maintenant asséché.

## Historique
Boutavant remonte au temps de Richard Cœur de Lion et constitue un élément défensif avancé de Château-Gaillard au même titre que le fort du Muret ou le château de l'Île pour la défense de la Normandie. Monté vers 1198, il est très tôt démantelé en août 1202.
Ernest Nègre mentionne Boutavant dans son ouvrage consacré à la toponymie générale de la France.
Le fort est attesté par deux sources d'autorité que sont Roger de Hoveden et Raoul de Coggeshall, contemporains du roi Richard et connaissances intimes du monarque.
Roger de Hoveden est cité par Georges-Bernard Depping dans une Histoire de la Normandie
.
Raoul de Coggeshall, qui rappelle la mutation de l'île La Tour appartenant initialement à l'archevêque de Rouen, est cité par John Gillingham .
François Guizot rapporte les termes de Guillaume Le Breton qui retrace la vie de Philippe-Auguste, le même texte étant repris par Rigord .

## Boute-Arrière, l'opposant
Boutavant s'oppose à Boute-Arrière installé au Goulet, dispositif militaire conçu par Philippe Auguste à la frontière de France. Renaud de Dammartin y fut retenu captif. Ce fort disparaît sur ordre d'Henri V d'Angleterre donné le 8 février 1422 et, sur autorisation de Charles IX réitérée en 1571, ses pierres sont remployées à la reconstruction de la chartreuse de Bourbon-lez-Gaillon.